# Jacek Indelak
Jacek Indelak (ur. 31 maja 1949 w Łodzi, zm. 2020) – polski pisarz, dziennikarz i scenarzysta.

## Życiorys
Był absolwentem filologii polskiej na Uniwersytecie Łódzkim (1975). Jako prozaik debiutował na łamach „Odgłosów” (1969). W latach 1969–1981 pracował jako dziennikarz w łódzkiej prasie, w redakcjach: „Expressu Ilustrowanego”, „Głosu Robotniczego” i „Odgłosów”. Działał w NSZZ „Solidarność”. W wyniku stanu wojennego został zwolniony z pracy, w 1990 przywrócony do zawodu – był redaktorem m.in.: „Odgłosów” (1990), „Kalejdoskopu” (1990–1992) i „Gazety Wyborczej” (1993–1996).
W latach 1990–2000 był autorem licznych artykułów, esejów i reportaży na łamach m.in.: „Odgłosów”, „Agory”, „Dziennika Łódzkiego”, „Kalejdoskopu”, „Gazety Wyborczej”, „Verte”, „Pomeranii”, „Aspektu Polskiego”, „Stadt Bauwelt” (1997) i „Dziennika Związkowego” wydawanego w Chicago. W 1992 był współtwórcą czasopisma „Ten Ton” wydawanego w Łodzi.
Był członkiem Stowarzyszenia Dziennikarzy Polskich (od 1972), Stowarzyszenia Pisarzy Polskich (od 1989), Klubu Pisarzy przy Stowarzyszeniu Twórców Kultury (1981–1986), Klubu Pisarzy przy Duszpasterstwie Środowisk Twórczych w Łodzi (1986–1989). Jako członek założyciel należał do Międzynarodowego Stowarzyszenia i Fundacji „Konstrukcja w Procesie” (1989–1995), był również członkiem założycielem Wojewódzkiego Komitetu Obywatelskiego „Solidarność” w Łodzi (1989) oraz należał do Międzynarodowej Wspólnoty Artystycznej „Muzeum Artystów” w Łodzi (1990).

### Życie prywatne
Jego żoną była Jadwiga z domu Wojtak, z którą miał dwóch synów: Iwo (ur. 1973) i Miłosza (1978). Mieszkał przy ul. J. Kusocińskiego 4, na osiedlu Retkinia w Łodzi. Został pochowany na cmentarzu rzymskokatolickim w Rudzie Pabianickiej.

## Wyróżnienia
- Dziennikarz Roku 1981 (wręczona w 1990),
- Glasgow – Lodz Writers Price (1991),
- Nagroda specjalna jury XIV Międzynarodowego Festiwalu Filmów Katolickich w Niepokalanowie (1996),
- Nagroda Instytutu Lecha Wałęsy (1996)[5].

## Publikacje
- Romans w bardzo złym guście. Powieść (Ludowa Spółdzielnia Wydawnicza 1979),
- Kiks. Historia choroby w trzech brulionach. Powieść (Iskry 1982),
- Światłowstręt. Powieść (Państwowy Instytut Wydawniczy 1986),
- Niezgoda. Powieść (Książka i Wiedza 1988),
- Szczury ze złego miasta. Powieść (Wydawnictwo Łódzkie 1990),
- Rzeczy dziwne, Siły tajemne. Psychotronika i bioenergoterapia. Informator adresowy. Reportaż (Cypniew 1991)[1],
- Moce tajemne, rzeczy niepojęte. Reportaż (ANaGRAF 1998)[5].

## Scenariusze

### Seriale
- „Kowalikowie” (1992),
- „Ten bandycki świat trzydziestych lat” (1993),
- „Tajna grupa” (1999),
- „Kawaleria powietrzna” (1999/2000),
- „Zagubieni” (2000),

### Filmy dokumentalne
- „Zobaczyć Kilimandżaro” (1994),
- „Wrócę do nich po śmierci” (1995),
- „Miasto z wyrokiem” (1996),
- „Portrety przemocy” (1997),
- „Bamberska pieśń, poznańskie kuranty” (1998),
- „I cicho ciało spocznie w grobie” (1998),
- „Nie oplataj mnie, śmierci” (1999).

### Filmy fabularne
- „Dawno temu w Europie” (1995),
- „Spoon River” (1996),
- „Grabianka” (1997),
- „Hades” (1998),
- „Menel” (1998)[5].